# Gnuggbokstäver

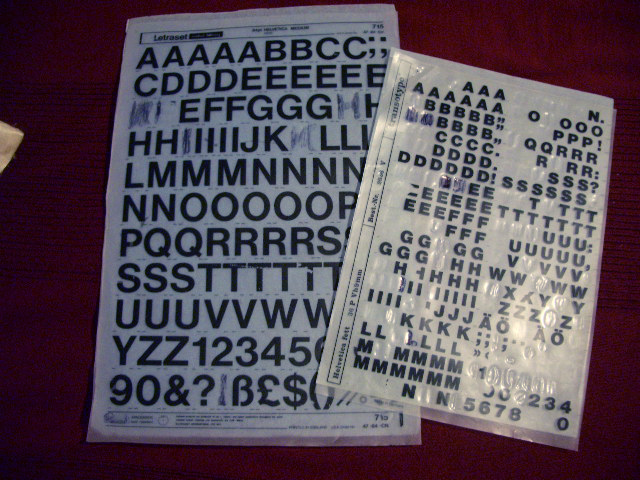
Ark med gnuggbokstäver från tillverkaren Letraset och Transotype.

Gnuggbokstäver är bokstäver av ett plastmaterial som finns löst fästa på ett plastark och från detta kan gnuggas fast på papper eller en annan yta. Begreppet brukar inte enbart innefatta bokstäver utan även siffror, skiljetecken och andra grafiska element av samma teknik. Normalt förekommer de i ark med blandade bokstäver av ett visst typsnitt och en viss storlek.
Gnuggbokstäver var vanligt förekommande fram till 1980-talet för korta texter och rubriker, men tappade mark i takt med att persondatorer med goda grafiska möjligheter och billigare laserskrivare blev vanligen förekommande, framför allt från början av 1990-talet. Brittiska Letraset var den ledande tillverkaren under denna tid. En annan betydande leverantör var franska Mecanorma. Innan dess användes gnuggbokstäver ofta för texter som var större än de som kunde åstadkommas med skrivmaskin när man inte ville skriva på fri hand. De användes både av professionella grafiska formgivare, särskilt vid framställning av enskilda exemplar, och av amatörer, exempelvis till tryckoriginal för informationsblad och föreningstidningar.
När försäljningen av gnuggbokstäver avtog 1995 blev några av de typsnitt som skapats för dessa företag tillgängliga i digital form.